# Tanypus guttatipennis
Tanypus guttatipennis är en tvåvingeart som beskrevs av Maurice Emile Marie Goetghebuer 1935. Tanypus guttatipennis ingår i släktet Tanypus och familjen fjädermyggor. Inga underarter finns listade i Catalogue of Life.